# تاریخ آسیای جنوب‌شرقی کمبریج
تاریخ آسیای جنوب‌شرقی کمبریج (به انگلیسی: The Cambridge History of Southeast Asia) یک کتاب تاریخی 2 جلدی است که توسط انتشارات دانشگاه کمبریج (CUP) منتشر شده است که تاریخ آسیای جنوب شرقی را پوشش می دهد. توسط نیکلاس تارلینگ ویرایش شد.

## مطالب
حجم های این مجموعه به شرح زیر است:
- از ابتدا تا قرن هجدهم (ویرایش نیکلاس تارلینگ)، 1992. ISBN 9780521355056
- قرن نوزدهم و بیستم (ویرایش نیکلاس تارلینگ)، 1992. ISBN 9780521355063

## منبع
- مشارکت‌کنندگان ویکی‌پدیا. «The Cambridge History of Southeast Asia». در دانشنامهٔ ویکی‌پدیای انگلیسی، بازبینی‌شده در ۲۰۲۴-۰۸-۱۱.